# Donor de electron
Un donor de electron este o specie chimică care poate să doneze un anumit număr de electroni la o altă specie. Donorii de electroni acționează ca agenți reducători într-un proces de oxido-reducere. 